# Germanwings-vlucht 9525
Germanwings-vlucht 9525 (4U9525/GWI18G) was een lijnvlucht van Barcelona (Luchthaven Josep Tarradellas Barcelona-El Prat) naar Düsseldorf (Flughafen Düsseldorf). Op 24 maart 2015 stortte de Airbus A320-200 van Germanwings met vluchtnummer 4U9525 neer tussen het Franse Prads-Haute-Bléone en Barcelonnette, circa 100 km ten noordwesten van de kuststad Nice, kort nadat het radarcontact om 10.40 uur verbroken was. De wrakstukken werden gevonden in onherbergzaam bergachtig gebied in de Franse Zee-Alpen, specifieker in het Massif des Trois-Évêchés, op een hoogte van ongeveer 1650 meter. De plek kan slechts te voet of met een helikopter bereikt worden. Er waren geen overlevenden van de ramp.

## Achtergrond

### Vliegtuig
De Airbus A320-211, met serienummer 147 en vliegtuigregistratie 'D-AIPX', maakte zijn eerste vlucht op 29 november 1990 en werd in februari 1991 aan Lufthansa geleverd, waarna het toestel in 2003 voor het eerst door de dochteronderneming Germanwings werd gebruikt. Lufthansa nam het vliegtuig in 2004 terug, waarna het in januari 2014 weer terugging naar Germanwings. De laatste onderhoudscontrole werd op 23 maart 2015 uitgevoerd te Düsseldorf. Tijdens die controle had het toestel technische mankementen. De laatste grote onderhoudscontrole werd in de zomer van 2013 uitgevoerd.
Het verongelukte toestel had circa 58.300 vlieguren gemaakt gedurende meer dan 46.700 vluchten.

### Personeel
Beide piloten hadden de Duitse nationaliteit, de gezagvoerder werkte meer dan 10 jaar voor Lufthansa en had meer dan 6.000 vlieguren gemaakt. De gezagvoerder had eerder nog voor Condor gewerkt en vloog sinds mei 2014 voor Germanwings. De copiloot was Andreas Lubitz, een 27-jarige man uit Montabaur en Düsseldorf die sinds september 2013 voor Germanwings als copiloot werkte. Hij had ongeveer 630 vlieguren op zijn naam staan. De dag dat het vliegtuig neerstortte had Lubitz van zijn psychiater een doktersverklaring gekregen om zich ziek te melden. Deze is in zijn huis in stukken gescheurd teruggevonden. Hij zou jaren geleden al suïcidale gedachten hebben gehad. Deze informatie heeft de luchtvaartmaatschappij niet tijdig bereikt.

## De ramp

### Chronologie

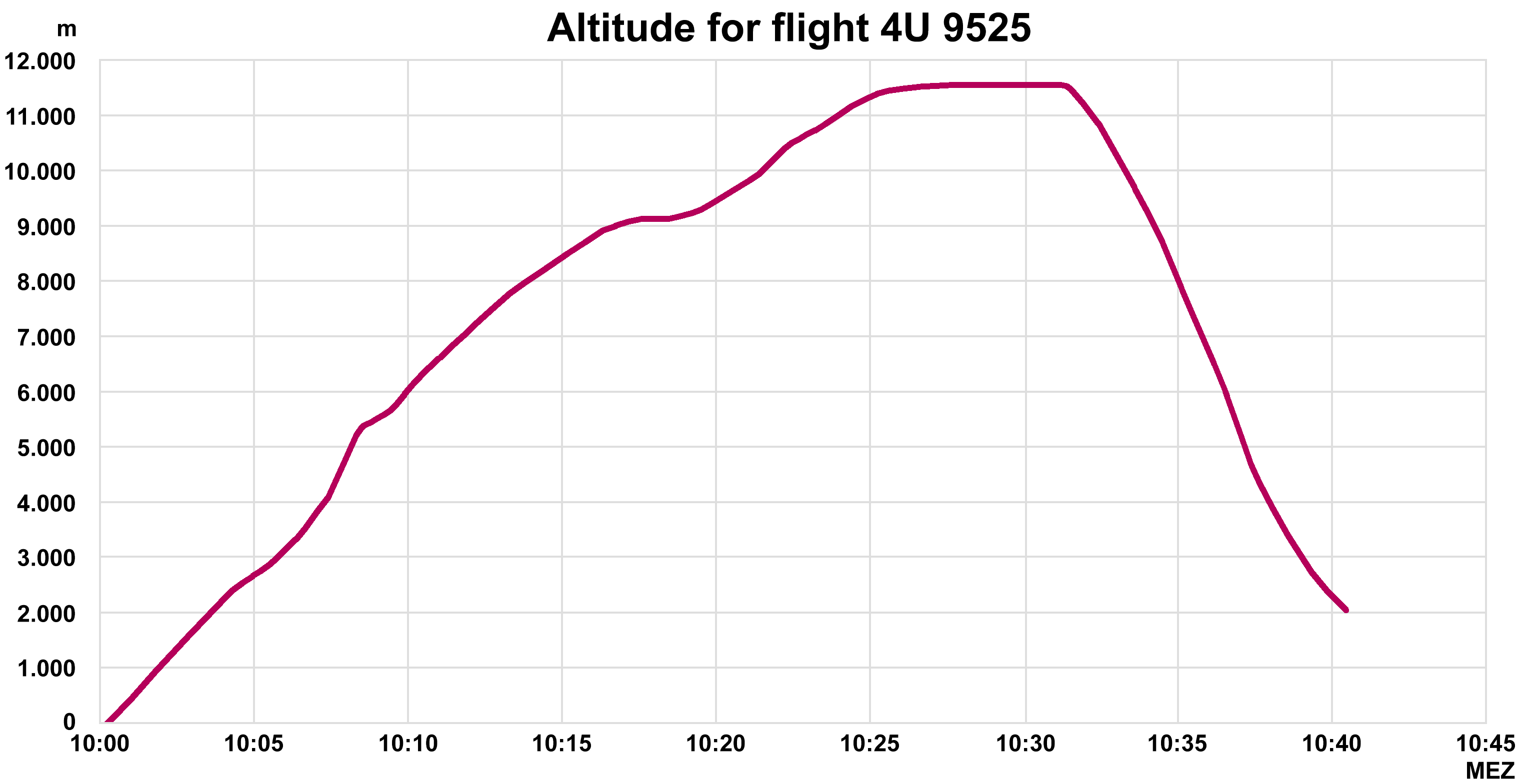
Grafiek van de vlieghoogte in meters

Vlucht 9525 vertrok op 24 maart 2015 om 10.01 uur (werkelijk moment van opstijgen) met een klein halfuur vertraging van Aeroport de Barcelona-El Prat en had na een geplande vliegtijd van 1 uur en 38 minuten op Flughafen Düsseldorf moeten landen om 11.39 uur.
Het vliegtuig bereikte de kruissnelheid van 430 knopen (797 km/u) en vliegniveau 380 (circa 12 km) om 10:27 MET.
Volgens het Bureau d'Enquêtes et d'Analyses pour la Sécurité de l'Aviation Civile (BEA), bevestigden de piloten instructies van de Franse luchtverkeersleiding om 10:30 MET. Om 10:31:02 MET, nadat het toestel de kust nabij Toulon-sur-Mer was gepasseerd, maakte het toestel een kleine correctie van de vliegroute naar links, verliet het vliegniveau 380 en zonder toestemming begon het een snelle afdaling in rechte lijn. Volgens de radar daalde het toestel met een daalsnelheid van circa 17,8 meter per seconde. Pogingen van de Franse luchtverkeersleiding om contact te leggen met de piloten mislukten. De Franse luchtvaartautoriteit Direction générale de l'aviation civile (DGAC) verklaarde het toestel in nood na het dalen van het vliegtuig en het afgebroken radiocontact. Een Dassault Mirage 2000 van de Franse luchtmacht werd opgeroepen vanaf Luchtbasis Orange-Caritat om het toestel te onderscheppen.
De snelheid van het toestel nam af aan het einde van de afdaling, van 480 tot 378 knopen (889 tot 700 km/u). De daling van 11,58 km in ongeveer 10 minuten was verontrustend, maar nog steeds geleidelijk (variërend van 760 tot 1520 meter per minuut) genoeg om vast te stellen dat het toestel geen ernstige schade aan de motoren had opgelopen tijdens de vlucht. Tijdens de daling reageerden de piloten niet op vragen van de luchtverkeersleiding en zonden ze geen noodsignaal uit. Het vliegtuig stortte neer in het afgelegen gebied van de Franse gemeente Prads-Haute-Bléone, circa 100 km ten noordwesten van Nice. Het radarcontact werd om 10:40:47 MET afgebroken, terwijl het vliegtuig op 1182 m hoogte vloog.

### Rampplek
De rampplek ligt in het Massief van de Drie Bisdommen en ligt dicht bij de Cimetberg, waar in 1953 Air France-vlucht 178 verongelukte. De Gendarmerie Nationale en Sécurité Civile zonden helikopters uit om te zoeken naar de wrakstukken. De SAR meldde dat het zoekgebied circa 2 km² beslaat.
De DGAC had tijdelijke vliegrestricties ingesteld in het gebied rondom de crash.
Op 31 maart meldden de autoriteiten dat alle lichamelijke overschotten waren geborgen. Ook werd bekend dat er op de rampplek een digitale video van enkele seconden is gevonden, waarop de laatste momenten voor de ramp te zien zijn. Het is onbekend wie de beelden vanuit het neergestorte vliegtuig gemaakt heeft.

### Inzittenden
Er waren 144 passagiers, onder wie twee baby's, en 6 bemanningsleden aan boord. De meeste slachtoffers kwamen uit Duitsland en Spanje. Op de passagierslijst stonden 45 Spaanse en veel Duitse en Turkse achternamen, inclusief een Duitse schoolklas van zestien leerlingen van het Joseph-König-Gymnasium uit Haltern am See en twee leraressen. Het Nederlandse ministerie van Buitenlandse Zaken bevestigde dat er ten minste één Nederlands slachtoffer was gevallen, een vrouw uit Deurne. Volgens de Belgische autoriteiten bevond er zich minstens één Belg aan boord. Er zouden enkele personen met een dubbele nationaliteit aan boord zijn geweest, waardoor de lijst met nationaliteiten dubbele getallen toonde.
Op 4 april werd de zoektocht naar lichamen gestaakt, omdat er uit meer dan tweeduizend DNA-monsters, 150 DNA-profielen zijn gevonden.

#### Bekende inzittenden
- Oleg Bryjak (1960-2015), operazanger
- Maria Radner (1981-2015), operazangeres

## Onderzoek
Het Bureau d'Enquêtes et d'Analyses pour la Sécurité de l'Aviation Civile en de Bundesstelle für Flugunfalluntersuchung zijn verantwoordelijk voor het onderzoek naar het vliegtuigongeluk. Een van de twee zwarte dozen werd geborgen, het betrof de cockpitvoicerecorder.
Op 26 maart, twee dagen na het ongeluk, gaf de procureur van Marseille een persconferentie waarin hij uitlegde wat er op de cockpitvoicerecorder te horen was. Hij noemde als meest plausibele interpretatie dat de copiloot moedwillig de gezagvoerder de toegang tot de cockpit ontzegde, nadat deze de cockpit had verlaten. De deur was afgesloten en zelfs noodcodes om deze te openen werkten door een handmatige handeling van de copiloot niet meer. Dit was een veiligheidsmechanisme ter voorkoming van vliegtuigkapingen, maar de copiloot gebruikte dit nu om het vliegtuig zelf te kapen en de rest van de bemanning buiten te sluiten. 
Ook zou hij moedwillig een daling hebben ingezet door aan het Flight Monitoring System te zitten. De procureur vertelde daarnaast dat de copiloot niet reageerde op verzoeken van de gezagvoerder via de intercom om de cockpit te mogen betreden. De copiloot reageerde ook niet op signalen van de luchtverkeersleiding in Marseille. Er kwam ook geen reactie op het verzoek van een luchtverkeersleider om een noodsignaal uit te zenden. Hierop werd besloten dat het vliegtuig in het luchtverkeer voorrang kreeg op andere vliegtuigen. Op het moment dat er alarmen afgingen die aangaven dat het vliegtuig de grond naderde, werd volgens de procureur geprobeerd de deur van de cockpit te forceren met een noodhamer, die in elk passagiersvliegtuig aanwezig is om eventueel bij brand te kunnen komen als die achter panelen zou woeden. De poging om de deur te forceren faalde echter. De deur was, wederom met het oog op beveiliging tegen vliegtuigkapingen, versterkt en kogelbestendig. 
Vlak voor het uiteindelijke neerstorten was het geluid van wat mogelijk de eerste aanraking met een bergrichel was, te horen. Volgens de procureur waren er op de recorder tot aan de ramp ademhalingsgeluiden te horen, wat doet vermoeden dat de copiloot nog in leven was.

### Onderzoek naar de copiloot
Bij nader onderzoek naar de copiloot rezen er vragen over zijn (psychische) gezondheid. Een Franse onderzoeker noemde de persoonlijkheid van de copiloot een belangrijk terrein van onderzoek, maar niet het enige. Een onvrijwillige fout of een technisch mankement werden op dat moment niet uitgesloten. De vliegschool van Lufthansa wist van de depressiviteit van de copiloot. Op 13 maart 2016 maakte het Franse onderzoeksinstituut Bureau d'Enquêtes et d’Analyses bekend dat een psychiater twee weken voor de ramp tegen de copiloot had gezegd dat hij moest worden opgenomen vanwege zijn psychische problemen.

### Reactie
Om een vergelijkbaar incident in de toekomst te voorkomen, gaan diverse landen en luchtvaartmaatschappijen ertoe over te verbieden dat er zich slechts één persoon in de cockpit bevindt. Als, zoals in dit geval, een van de piloten van een tweemansteam de cockpit wil verlaten, moet er eerst een lid van het cabinepersoneel naar de cockpit worden geroepen.

## Vergelijkbare vliegrampen
In de geschiedenis van de luchtvaart is het enkele malen voorgekomen dat vliegend personeel een verkeersvliegtuig doelbewust heeft laten neerstorten. Enkele voorbeelden:
- Japan Airlines-vlucht 350, 9 februari 1982[35]
- Royal Air Maroc-vlucht 630, 21 augustus 1994[36]
- SilkAir-vlucht 185, 19 december 1997[37]
- EgyptAir-vlucht 990, 31 oktober 1999[38]
- LAM Mozambique Airlines-vlucht 470, 29 november 2013[39]

## Galerij

Vliegroute van Germanwings-vlucht 9525 op 24 maart 2015
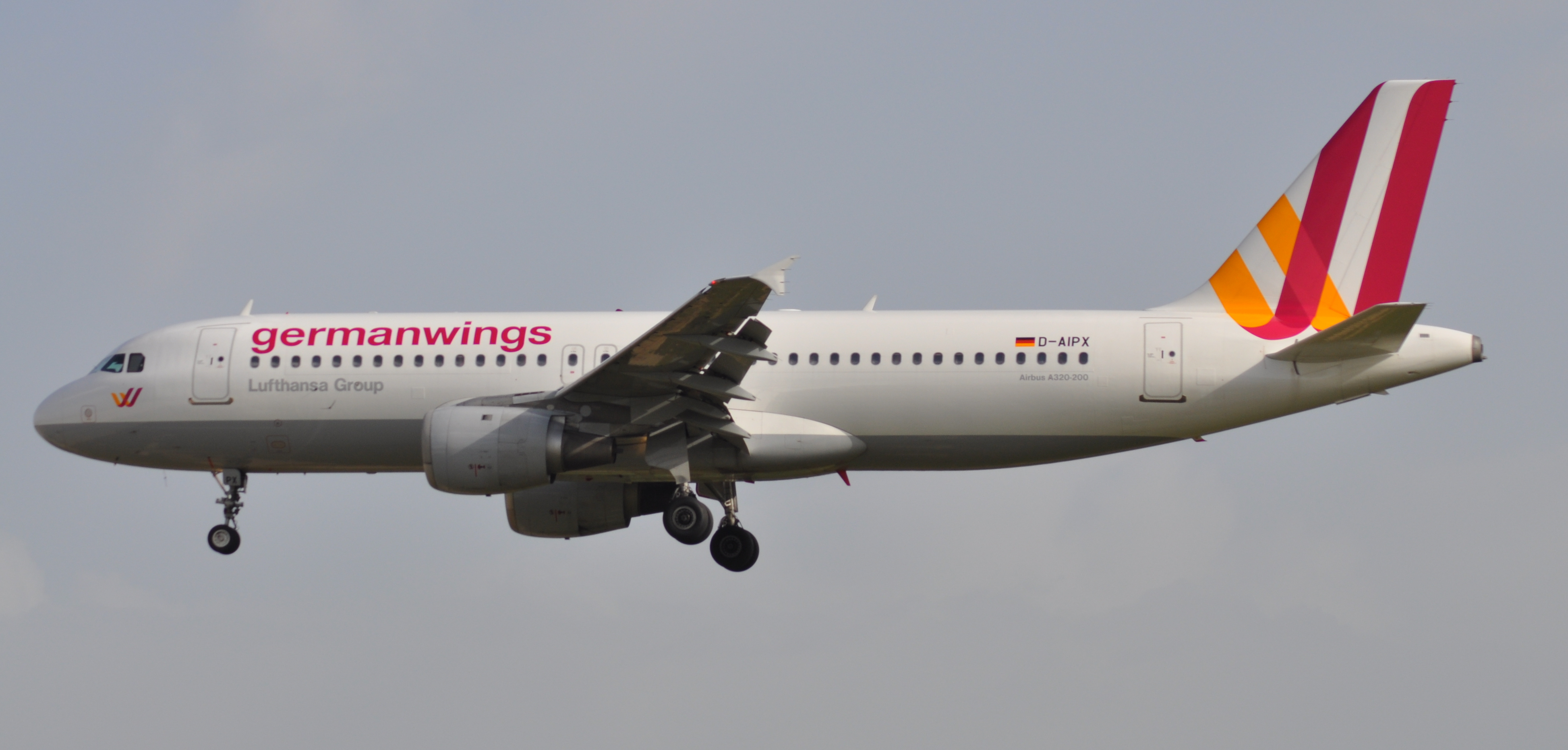
Germanwings Airbus A320, vliegtuigregistratie D-AIPX

TransAsia Airways-vlucht 235 (4 februari) · Delta Air Lines-vlucht 1086 (5 maart) · Helikopterbotsing bij Villa Castelli (9 maart) · Germanwings-vlucht 9525 (24 maart) · Air Canada-vlucht 624 (29 maart) · Asiana Airlines-vlucht 162 (14 april) · Turkish Airlines-vlucht 1878 (25 april) · Vliegtuigcrash in Sevilla (9 mei) · Kogalymavia-vlucht 9268 (31 oktober)